# Emericella omanensis
Emericella omanensis är en svampart som beskrevs av Y. Horie & Udagawa 1995. Emericella omanensis ingår i släktet Emericella och familjen Trichocomaceae.   Inga underarter finns listade i Catalogue of Life.